# Stenobatyle prolixa
Stenobatyle prolixa là một loài bọ cánh cứng trong họ Cerambycidae.